# Championnat d'Écosse de football de deuxième division 1893-1894
Navigation
Édition suivante
La saison 1893-1894 est la première saison du Championnat d'Écosse de football de deuxième division. Face au succès remporté par le championnat d’Écosse de football, la Fédération écossaise de football décide de la création d'une deuxième division. Les équipes qui la composent sont pour l'essentiel issue de la Scottish Football Alliance, la fédération concurrente. La présence des équipes est liée à un vote interne des participants qui valident ou pas la présence de telle ou telle équipe. Il n'y a pas de relégation automatique d'organisée avant 1922 ni de système de promotion automatique vers la première division.
Le championnat est remporté par le Hibernian Football Club basé à Édimbourg. Mais le club n'est pas pour autant promu. C'est le Clyde Football Club qui a portant terminé à la troisième place qui est choisi par les membres de la première division écossaise.

## Les clubs participants
Cette première saison de la deuxième division écossaise est constituée de dix clubs. Deux sont directement issus de la première division où ils n'ont pas été réélus au terme de la saison 1892-1893 : Abercorn et Clyde. Cowlairs de son côté a déjà participé à la première division puisqu'il en est un des membres fondateurs mais en a été rejetée à la fin de la première saison en 1891.
| Club                                | Ville                 |
| ----------------------------------- | --------------------- |
| Abercorn Football Club              | Paisley               |
| Clyde Football Club                 | Glasgow (Barrowfield) |
| Cowlairs Football Club              | Glasgow (Cowlairs)    |
| Hibernian Football Club             | Édimbourg             |
| Morton Football Club                | Greenock              |
| Motherwell Football Club            | Motherwell            |
| Northern Football Club              | Glasgow (Springburn)  |
| Partick Thistle Football Club       | Partick               |
| Port Glasgow Athletic Football Club | Port Glasgow          |
| Thistle Football Club               | Glasgow (Dalmarnock)  |

## Compétition

### Organisation
Le championnat s'organise comme la première division : une poule où toutes les équipes se rencontres deux fois, une fois à domicile et une fois à l'extérieur. Les victoires valent 2 points, les matchs nuls 1 et les défaites 0.

### Classement
| Rang | Équipe                | Pts  | J  | G  | N | P  | Bp | Bc | Diff |
| ---- | --------------------- | ---- | -- | -- | - | -- | -- | -- | ---- |
| 1    | Hibernian FC          | 29   | 18 | 13 | 3 | 2  | 83 | 29 | +54  |
| 2    | Cowlairs              | 27   | 18 | 13 | 1 | 4  | 72 | 32 | +40  |
| 3    | Clyde                 | 24   | 18 | 11 | 2 | 5  | 51 | 36 | +15  |
| 4    | Motherwell FC         | 23   | 18 | 11 | 1 | 6  | 61 | 46 | +15  |
| 5    | Partick Thistle FC    | 20   | 18 | 10 | 0 | 8  | 56 | 58 | -2   |
| 6    | Port Glasgow Athletic | 13 1 | 18 | 9  | 2 | 7  | 52 | 52 | 0    |
| 7    | Abercorn              | 12   | 18 | 5  | 2 | 11 | 42 | 60 | -18  |
| 8    | Morton                | 9    | 18 | 4  | 1 | 13 | 36 | 62 | -26  |
| 9    | Northern              | 9    | 18 | 3  | 3 | 12 | 29 | 66 | -37  |
| 10   | Thistle               | 7    | 18 | 2  | 3 | 13 | 31 | 72 | -41  |

| Légende : Qualifications et relégations | Légende : Qualifications et relégations           |
| --------------------------------------- | ------------------------------------------------- |
|                                         | Vainqueur du championnat                          |
|                                         | Élu pour le Scottish Division One 1894-1895       |
|                                         | Obligation de passer par une élection : réélu     |
|                                         | Obligation de passer par une élection : non réélu |
|                                         | T : Tenant du titre P : Nouvelle équipe           |

- Note 1 : Port Glasgow Athletic se voit retiré 7 points pour avoir fait jouer un joueur non qualifié.

Au terme de la compétition deux clubs disparaissent du championnat :
- Morton se voit obligé de demander une nouvelle licence pour rester dans le championnat. Son dossier est accepté par les représentants des clubs participants.
- Northern se voit obligé de demander une nouvelle licence pour rester dans le championnat. Son dossier est rejeté par les représentants des clubs participants.
- Thistle ne présente pas de nouvelle licence

Deux nouvelles équipes sont elles nouvellement élues pour participer à la saison suivante : Dundee Wanderers Football Club et Airdrieonians Football Club.

## Sources
- Classement complet sur www.rsssf.com